# Gertrude Robinson
Gertrude Robinson (7 de outubro de 1890 – 19 de março de 1962) foi uma atriz estadunidense da era do cinema mudo.
Nascida na cidade de Nova Iorque, Robinson atuou em em total de 164 filmes entre 1908 e 1925.
Faleceu em Hollywood, Califórnia, em 1962.

## Filmografia selecionada
- The Test of Friendship (1908)
- An Awful Moment (1908)
- The Fascinating Mrs. Francis (1909)
- Those Awful Hats (1909)
- The Cord of Life (1909)
- The Girls and Daddy (1909)
- The Hessian Renegades (1909)
- The Death Disc: A Story of the Cromwellian Period (1909)
- In Little Italy (1909)
- To Save Her Soul (1909)
- The Day After (1909)
- The Sealed Room (1909)
- Nursing a Viper (1909)[1]
- What the Daisy Said (1910)
- A Flash of Light (1910)
- Judith of Bethulia (1914)[1]
- The Arab (1915)[1]